# 徳川ミュージアム
徳川ミュージアム（とくがわミュージアム、英語: The Tokugawa Museum）は、茨城県水戸市見川にある博物館。水戸徳川家に伝来した美術品や古文書を収蔵、展示している。
旧称（博物館法に基づく登録名称）は彰考館徳川博物館（しょうこうかんとくがわはくぶつかん）で、2011年4月1日に設置母体の財団法人水府明徳会（すいふめいとくかい）が公益財団法人徳川ミュージアムに改組するにともない、同じ「徳川ミュージアム」に改称された。

## 概要
水戸藩第2代藩主で『大日本史』編纂を開始した徳川光圀に関する資料などをはじめ、歴代水戸藩主に由来するものが取り扱われている。
第一展示室、第二展示室、第三展示室の3つの展示室があり、通常の場合、第一展示室が常設展に、第二展示室と第三展示室は特別展に使われている。奥には庭園があり、偕楽園への通り抜けはできないものの、多くの木々等が見られる。
喫茶室としては、「ガーデンテラス」があり、開館時間中のほとんどの時刻において利用できる。また、『大日本史』の編纂を行った彰考館を起源とする彰考館文庫の資料庫が、敷地内に置かれている。

## 文化財

### 重要文化財
- ドチリーナ・キリシタン（吉利支丹版西暦一六〇〇年）
- 施氏七書講義巻第四十　問対上（金沢文庫本）
- 周易正義（自巻第五至第九（金沢文庫本）
- 大燈国師墨蹟　法語元弘二年孟夏
- 日本書紀神代巻　上下
- 服飾類（徳川家康譲品） - 白地葵紋檜葉草花模様辻ヶ花染胴服、紺地葵紋菊唐草丸模様辻ヶ花染小袖などの服飾品一括

（内訳）胴服6領、小袖6領、綿子2領、紙子小袖1領、陣羽織2領、裃1領、肩衣2領、長袴2腰、軽衫4腰、具足下着7領、下着2領、襟巻1枚、下帯3条、帯8条、夜着1領、蒲団2枚、蚊帳1張

## 公益財団法人徳川ミュージアム
公益財団法人徳川ミュージアム（英語: Public Interest Incorporated Foundation The Tokugawa Museum）は、水戸徳川家が有する資料を広く社会に公開するための公益財団法人（内閣府所管）。「水戸徳川家伝来の什宝、書籍、史跡等の文化財を調査・研究・整理・保存し、博物館と史跡の管理運営を行い、広く一般に公開することにより、大日本史編纂の精神を普及し、わが国の文化の向上に寄与する」ことを目的にしている。
1967年（昭和42年）2月23日に財団法人水府明徳会として設立され、公益法人化前の旧所管官庁は文部科学省であり、所管部署は、文化庁文化財部美術学芸課であった。2020年（令和2年）現在の代表者は理事長の徳川斉正である。 

### 沿革
- 1967年（昭和42年） - 水戸徳川家13代当主徳川圀順により、水戸徳川家に伝わる古文書や道具類約3万点、および、徳川光圀の隠居先である西山荘が、財団法人水府明徳会に寄付される。
- 1977年（昭和52年） - 14代当主徳川圀斉により、古文書、道具類の展示施設として徳川博物館（現・徳川ミュージアム）が建設、開館される。
- 2011年（平成23年）4月 - 公益財団法人徳川ミュージアムに改組。これにともない、「彰考館徳川博物館」は「徳川ミュージアム」、「彰考館徳川博物館分館・西山荘」は「徳川ミュージアム分館・西山荘」、東京レファレンスルームは「彰考館レファレンスルーム」と改称された[2]。

### 東日本大震災の影響
2011年（平成23年）3月11日の東日本大震災では、財団管理下の水戸徳川家墓所（茨城県常陸太田市、国の史跡）の石垣が崩壊、光圀隠居所であった西山荘（同市、茨城県指定史跡）も大きな被害を受け、宝物蔵、博物館の収蔵庫、壊れた展示品の修理など必要となった。復興に要する費用は同年6月30日の時点で約20億円と見込まれ、公的補助を受けてもなお5億円にのぼる負担が必要となった。2015年（平成27年）現在、財団は復興費などの寄付金募集を行っている（同財団は公益法人のため、寄付金は控除対象となる）。

### 設置・管理施設
- 徳川ミュージアム（旧・彰考館徳川博物館） - 公共博物館
（所在地：〒310-0912 茨城県水戸市見川1丁目1215番地1）
- 西山荘 - 光圀隠居所、1819年（文政2年）に再建されたもの。国指定史跡・名勝。
（所在地：〒313-0007 茨城県常陸太田市新宿町590番地）
- 瑞龍山 - 水戸徳川家累代の墓所。国指定史跡。
（所在地：〒313-0003 茨城県常陸太田市瑞龍町字塚ノ入2092）
- 彰考館レファレンスルーム（旧・東京レファレンスルーム） - 2次資料化した徳川ミュージアム所蔵史料を公開。2020年（令和2年）10月29日より休止中[4]
（所在地：〒158-0082 東京都世田谷区等々力6丁目38番6号　パークプレシオ等々力101号室）